# Rescue Astra
Rescue Astra är en tidigare svensk livräddningskryssare, som byggdes 1994 och som länge varit stationerad på Räddningsstation Rörö i Bohuslän. 
Astra var, tillsammans med Rescue Broström, den största svenska livräddningskryssaren i drift. Tillsammans med Rescue Broström på Räddningsstation Käringön var hon 2017 Sjöräddningssällskapet enda kvarvarande isklassade fartyg med stålskrov. Hon användes under senare tid för utbildningsändamål samt som resurs för bogsering av större fartyg och användning under svåra isförhållanden.
Fartyget såldes för privat bruk 2017. År 2020 köptes fartyget av en:Witherby Publishing Group. Fartyget genomförde ombyggnadsarbete 2021 och planeras att ge forskningsmöjligheter för Witherbys, inklusive en expedition för att fullborda en 22 000 sjömil omkörning av världen 2022. Den 16 maj 2022 slutförde fartyget sin jordomsegling och blev det första motordrivna fartyget på under 24 m som seglade runt jorden via Godahoppsudden och Kap Horn, vilket satte ett nytt världsrekord för denna klass och resa.

## Externa länkar

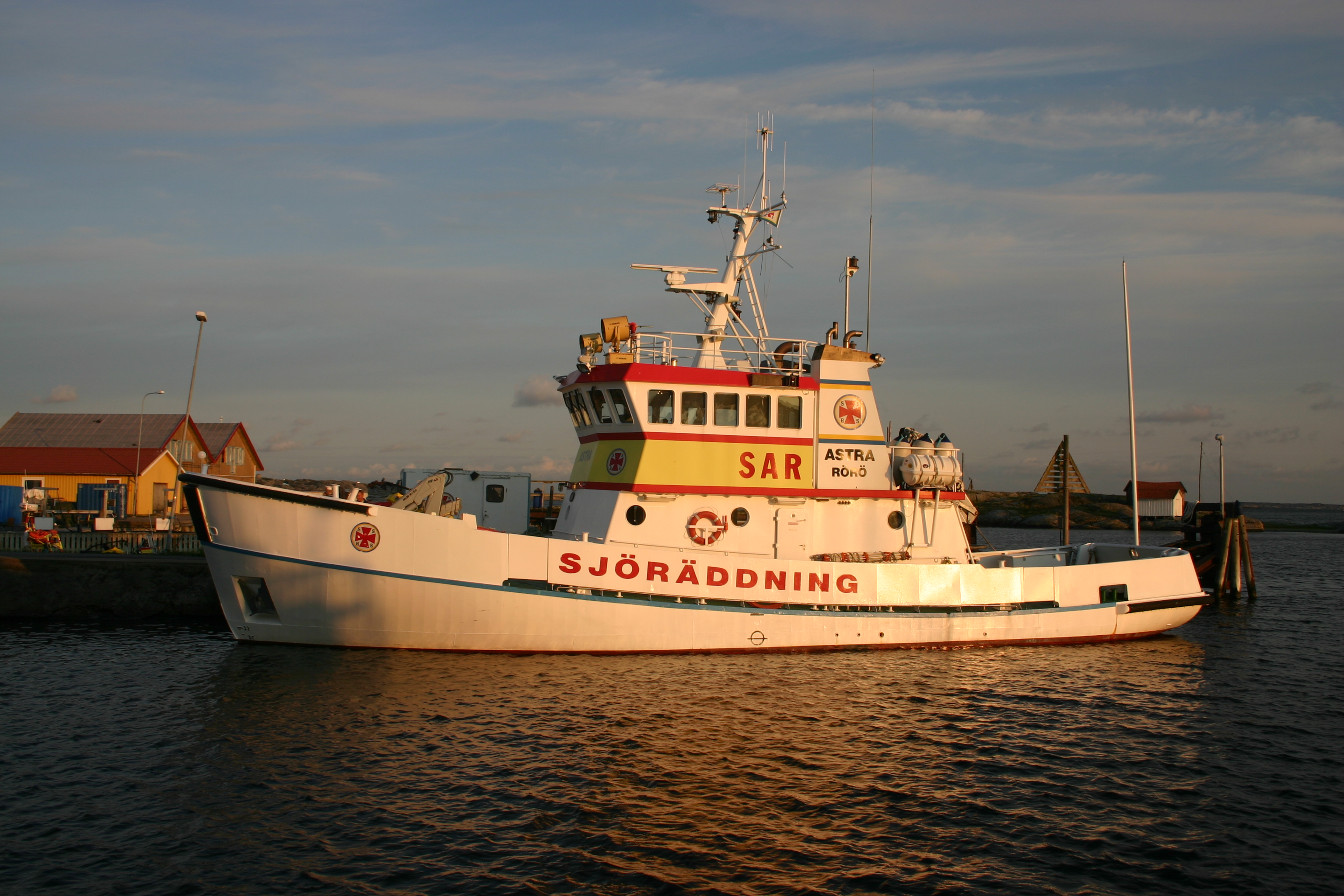
Astra 2008